# Richmond-Point Grey (circonscription britanno-colombienne)
Pour les articles homonymes, voir Richmond.
Circonscription électorale provinciale du Canada
Richmond-Point Grey est une ancienne circonscription provinciale de la Colombie-Britannique représentée à l'Assemblée législative de la Colombie-Britannique de 1924 à 1933.

## Géographie
La circonscription représentait la ville et région autour de Richmond dans le Grand Vancouver.

## Liste des députés
| Législature                                                | Années                                | Député                                | Député                                | Parti                                 |
| Richmond-Point Grey Issue de Richmond                      | Richmond-Point Grey Issue de Richmond | Richmond-Point Grey Issue de Richmond | Richmond-Point Grey Issue de Richmond | Richmond-Point Grey Issue de Richmond |
| ---------------------------------------------------------- | ------------------------------------- | ------------------------------------- | ------------------------------------- | ------------------------------------- |
| 16e                                                        | 1924–1928                             |                                       | George Alexander Walkem               | Provincial                            |
| 17e                                                        | 1928–1933                             |                                       | Samuel Lyness Howe                    | Conservateur                          |
| Circonscription abolie, voir Vancouver-Point Grey et Delta |                                       |                                       |                                       |                                       |